# Obiectivul de Dezvoltare Durabilă 5
Obiectivul de dezvoltare durabilă 5 (ODD 5 sau Obiectivul Global 5) - „Egalitatea de gen” este unul dintre cele 17 Obiective de Dezvoltare Durabilă adoptate de Națiunile Unite în 2015. Pentru cele 17 ODD-uri, acțiunea într-un domeniu va afecta rezultatele în altele, iar dezvoltarea trebuie să asigure sustenabilitatea socială, economică și de mediu.
ODD 5 are 9 ținte și 14 indicatori pentru a măsura progresul către ținte. Cele șase ținte de rezultat sunt:
- eradicarea tuturor formelor de discriminare la adresa tuturor femeilor și fetelor de pretutindeni,
- eradicarea violenței și exploatării femeilor și fetelor,
- eliminarea practicilor dăunătoare, cum ar fi căsătoria precoce și forțată și mutilarea genitală feminină,
- valorificarea responsabilităților de îngrijire neremunerate și promovarea partajării responsabilităților casnice,
- asigurarea participării depline a femeilor la conducere și luarea deciziilor,
- asigurarea drepturilor și accesului universal la sănătate reproductivă.

Cele trei mijloace de implementare a țintelor sunt:
- promovarea drepturilor egale la resurse economice, proprietate și servicii financiare pentru femei,
- promovarea emancipării femeilor prin tehnologie,
- adoptarea, consolidarea politicilor și punerea în aplicare a legislației privind egalitatea de gen[3].

Prin angajamentul de a „nu lăsa pe nimeni în urmă”, țările s-au angajat să accelereze progresul pentru cei mai în urmă:54. ODD 5 urmărește să acorde femeilor și fetelor drepturi egale și oportunități de a trăi fără violență și discriminare, inclusiv la locul de muncă.
Pandemia COVID-19 a afectat femeile, deoarece acestea sunt mai vulnerabile și au acces redus la tratament medical. Dovezile arată că a existat o creștere a violenței împotriva femeilor în timpul pandemiei.

## Context
Obiectivele de dezvoltare durabilă sunt o serie de 17 obiective globale stabilite de Națiunile Unite. Obiectivele generale sunt legate tematic, dar fiecare are propriile ținte specifice de atins. ODD-urile acoperă o gamă largă de probleme de dezvoltare socială și economică, inclusiv sărăcia, foametea, sănătatea, educația, schimbările climatice, egalitatea de gen, alimentarea cu apă, canalizarea, energia, urbanizarea, protecția mediului și justiția socială.
Aproximativ 2,4 miliarde de femei cu vârstă de muncă nu au șanse economice egale cu bărbații. 178 de țări mențin bariere legale care împiedică participarea deplină a femeilor la economie. În 2019, una din cinci femei cu vârsta cuprinsă între 20 și 24 de ani s-a căsătorit înainte de vârsta de 18 ani.
Cu doar șapte ani rămași până în 2030, doar 15,4% dintre indicatorii ODD 5 sunt „pe drumul cel bun”, 61,5% sunt la o distanță moderată și 23,1% sunt departe sau foarte departe de țintele stabilite pentru 2030. În multe domenii, progresul a fost prea lent. În ritmul actual, ar dura aproximativ 300 de ani pentru a pune capăt căsătoriei copiilor, 286 de ani pentru a elimina lacunele din domeniul protecției juridice și a elimina legile discriminatorii, 140 de ani pentru ca femeile să fie reprezentate în mod egal în poziții de conducere la locul de muncă și 47 de ani pentru a obține o reprezentare egală în parlamentele naționale.

## Ținte, indicatori și progres

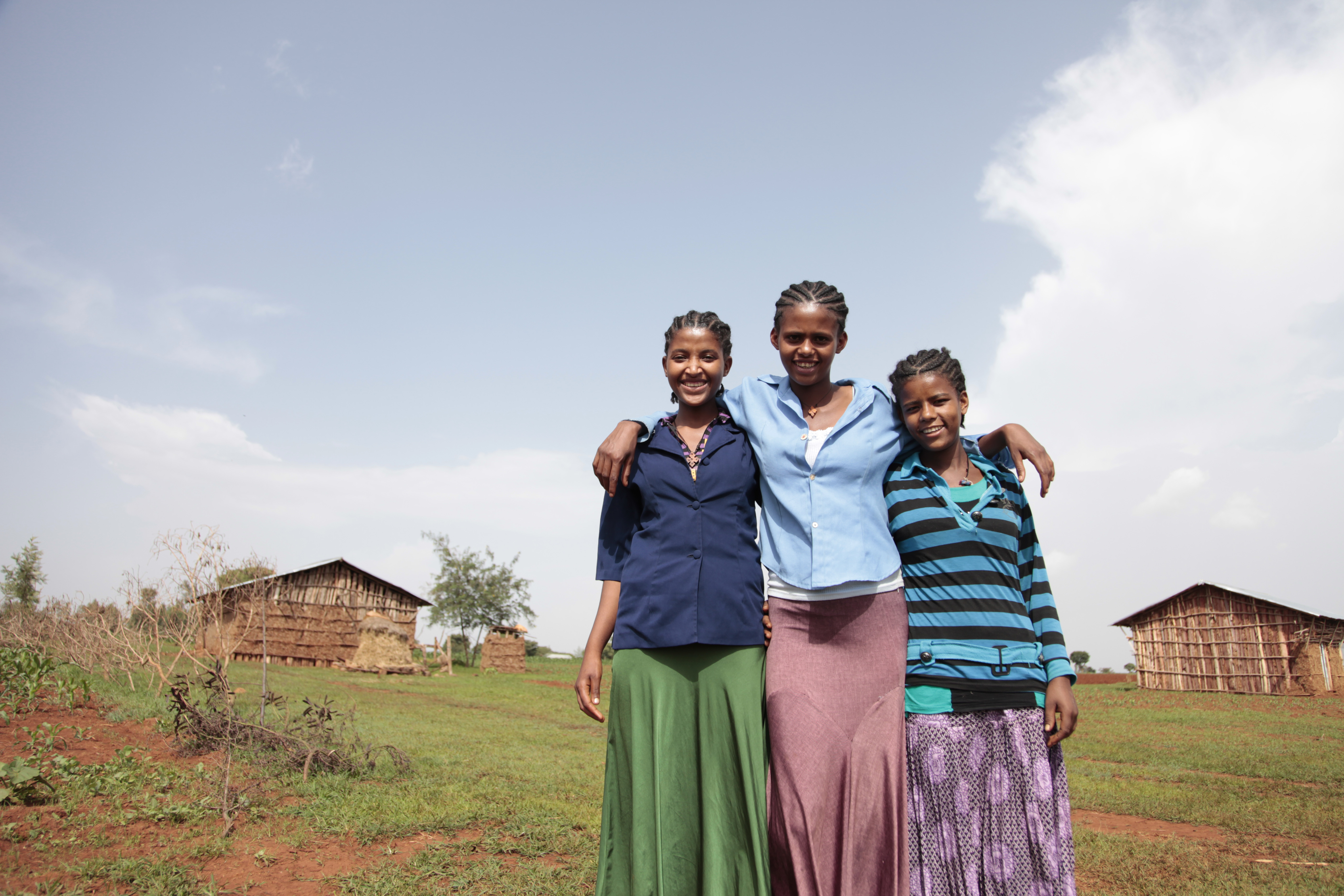
Fete care au reușit să evite căsătoria precoce

Țintele și indicatorii pentru ODD 5 sunt extinse și oferă oportunități egale femeilor și fetelor. Țintele acoperă o gamă amplă subiecte transversale de gen, inclusiv eradicarea tuturor formelor de discriminare la adresa tuturor femeilor de pretutindeni (ținta 5.1), violența și exploatarea femeilor (ținta 5.2), eliminarea practicilor precum mutilarea genitală feminină și căsătoriile forțate (ținta 5.3), valorificarea responsabilităților de îngrijire neremunerate și promovarea partajării responsabilităților casnice (ținta 5.4), asigurarea participării depline a femeilor la conducere și luarea deciziilor (ținta 5.5), asigurarea drepturilor și accesului universal la sănătate reproductivă (ținta 5.6), promovarea drepturilor egale la resurse economice, proprietate și servicii financiare pentru femei (ținta 5.7), promovarea emancipării femeilor prin tehnologie (ținta 5.8) și adoptarea, consolidarea politicilor și punerea în aplicare a legislației privind egalitatea de gen (ținta 5.9).

### Ținta 5.1: Eradicarea discriminării împotriva femeilor și fetelor

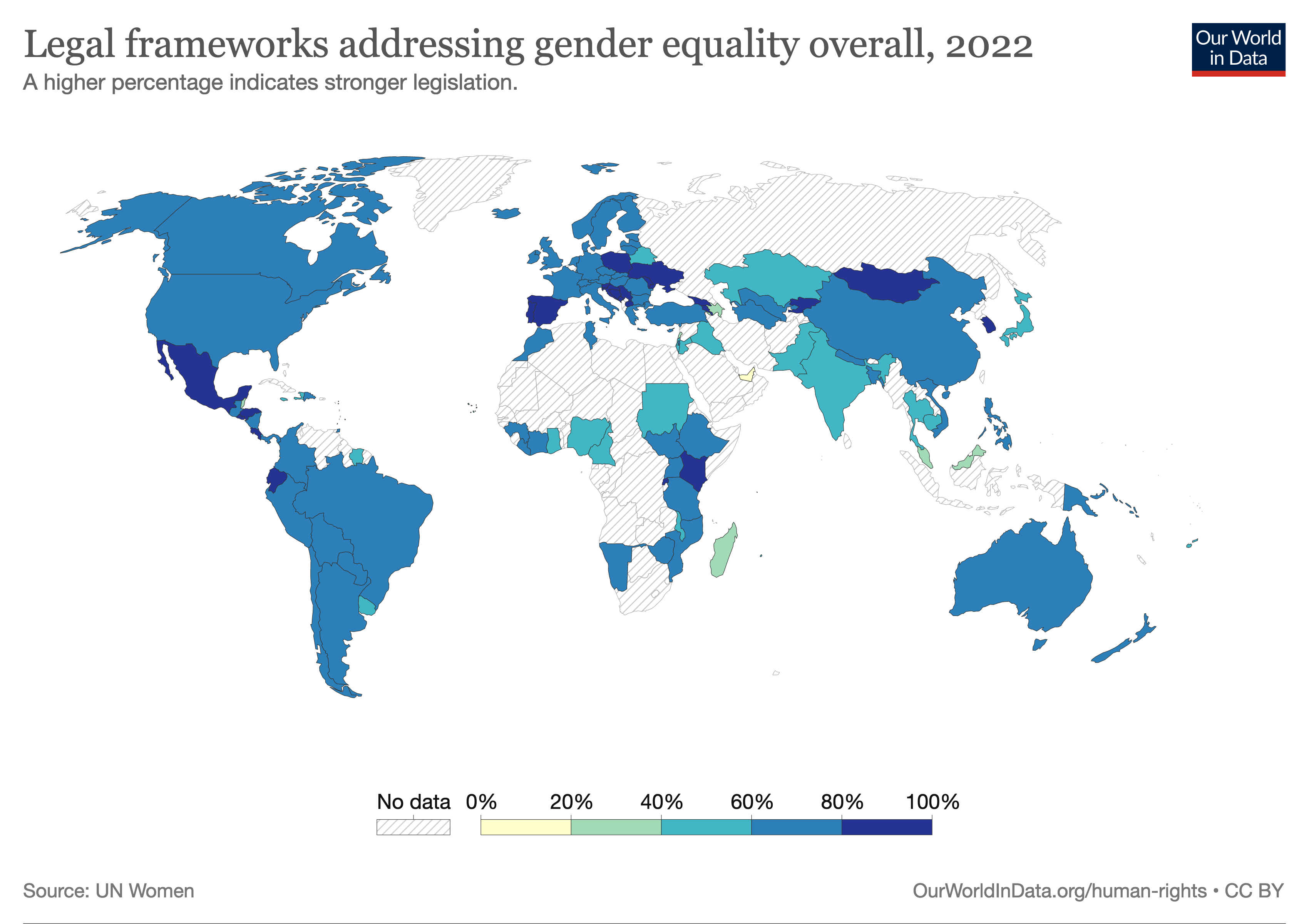
Harta lumii pentru indicatorul 5.1.1: Cadre juridice generale privind egalitatea de gen

Textul integral al Țintei 5.1 este: „Eradicarea tuturor formelor de discriminare la adresa tuturor femeilor de pretutindeni”. 
Această țintă are un singur indicator, indicatorul 5.1.1: „Existența unui cadru juridic pentru promovarea, aplicarea și monitorizarea egalității și nediscriminării pe criterii de gen”
Aceasta înseamnă că indicatorul urmărește adoptarea cadrelor legale care pot fi aplicate pentru a promova și a impune nediscriminarea pe bază de sex prin diferite măsuri, inclusiv în privința drepturilor egale la angajare, a egalității de remunerare, a combaterii violului conjugal și a drepturilor de proprietate, printre altele.
Discriminarea femeilor (sau sexismul) poate fi măsurată cu o serie de indicatori, cum ar fi căsătoria precoce, violența bazată pe gen și drepturile de proprietate ale femeilor. Căsătoria precoce a înregistrat o scădere în ultimele decenii:65. Fetele din familii mai sărace sunt mai susceptibile de a fi afectate de căsătoria precoce decât cele din familii mai bogate:68.
Agențiile custode pentru indicatorul 5.1.1 sunt UN Women și Banca Mondială.

### Ținta 5.2: Eradicarea violenței și exploatării femeilor și fetelor

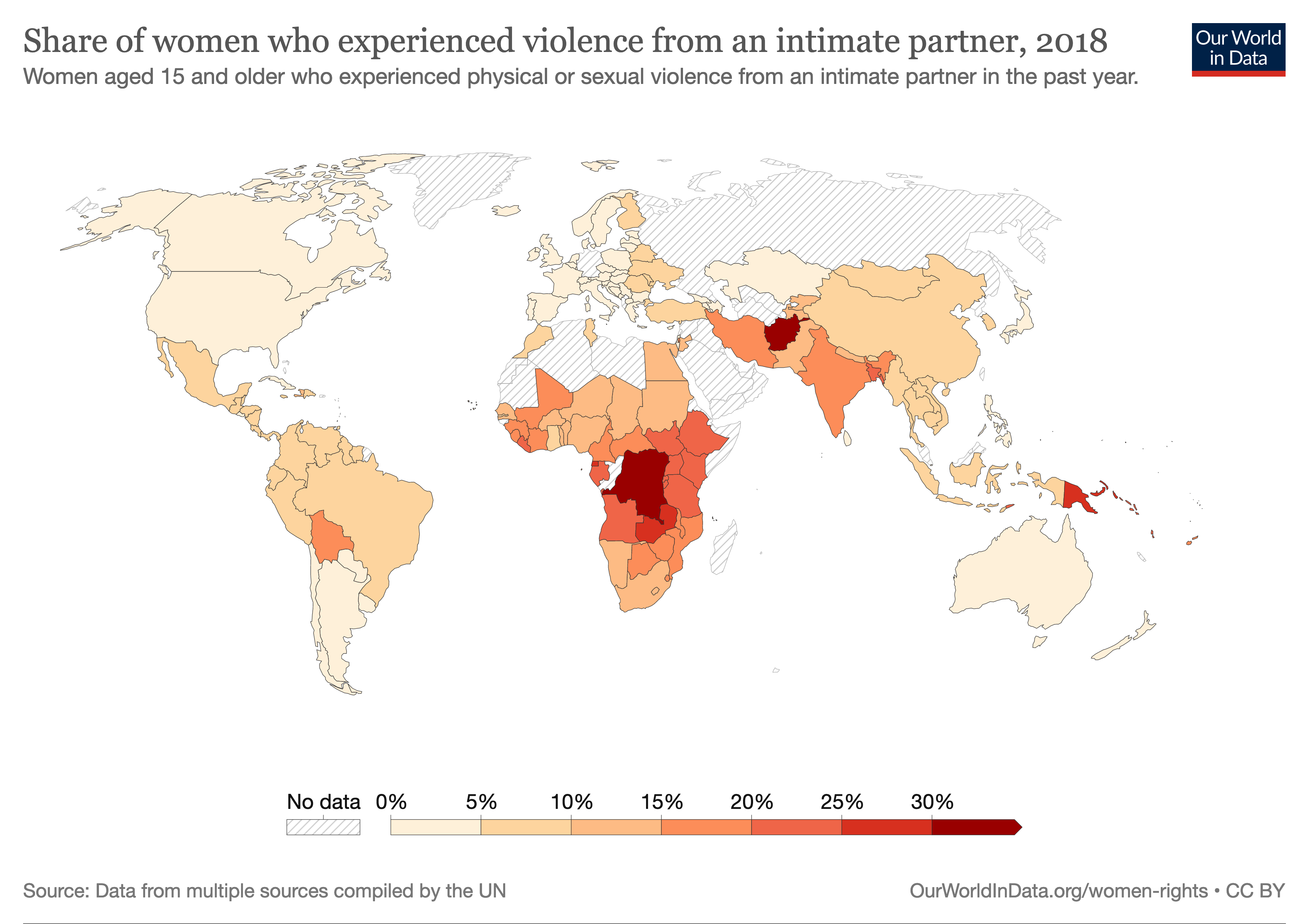
Harta lumii pentru indicatorul 5.2.1: Ponderea femeilor cu vârsta peste 15 ani care au suferit acte de violență fizică sau sexuală din partea partenerului în ultimul an

Textul integral al Țintei 5.2 este: „Eradicarea tuturor formelor de violență la adresa femeilor în sfera publică și privată, inclusiv traficul de persoane, exploatarea sexuală și alte tipuri de exploatare".
Ținta 5.2 are doi indicatori:
- indicatorul 5.2.1: „Ponderea femeilor și fetelor în vârstă de 15 ani și peste care au avut un partener stabil și au suferit o formă de violență fizică, sexuală sau psihologică din partea partenerului în ultimele 12 luni, după forma de violență și după vârstă”,
- indicatorul 5.2.2: „Ponderea femeilor și fetelor cu vârsta de 15 ani și peste care au suferit o formă de violență sexuală din partea altei persoane decât partenerul intim în ultimele 12 luni, după vârstă și locul apariției”.

### Ținta 5.3: Eliminarea căsătoriilor forțate și a mutilării genitale

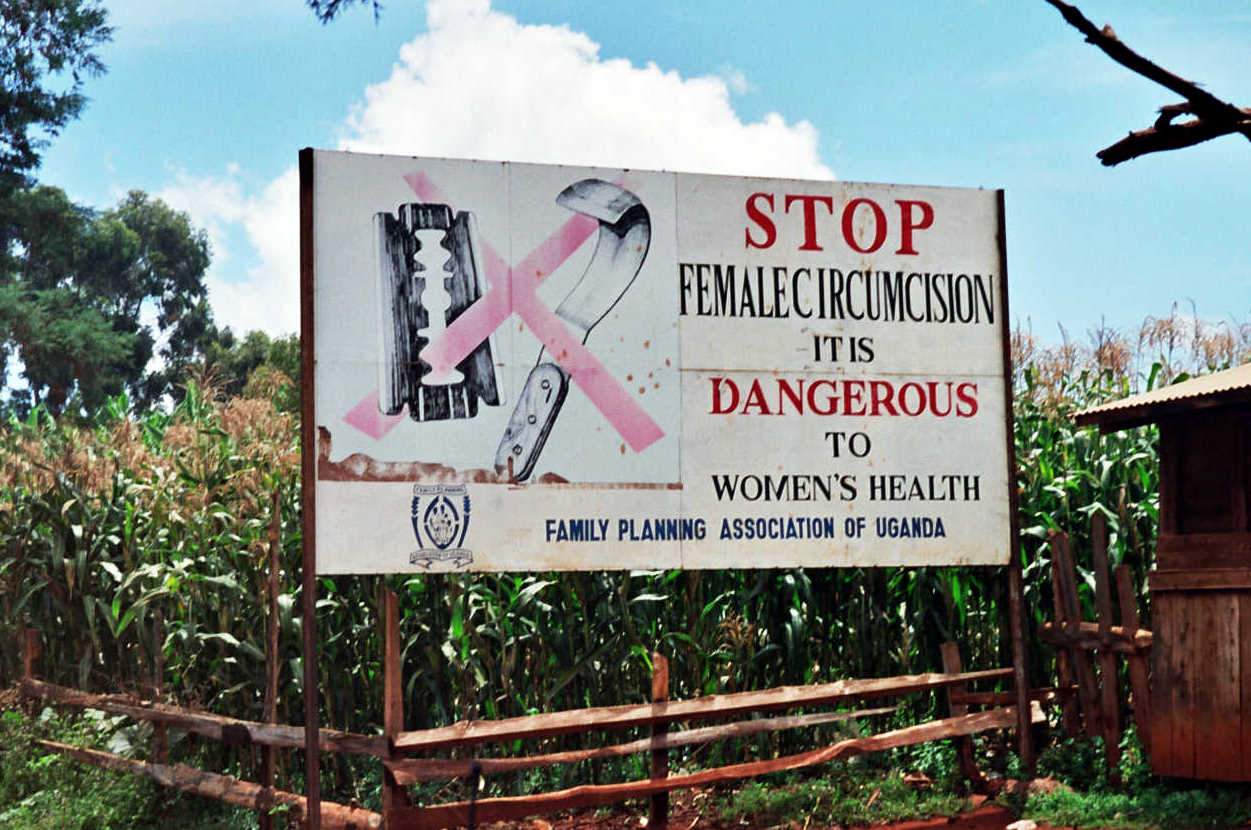
Panou de campanie împotriva mutilării genitale feminine în Uganda

Textul integral al Țintei 5.3 este: „Eliminarea tuturor practicilor dăunătoare, cum ar fi căsătoria minorilor, căsătoria precoce și forțată și mutilarea genitală feminină". Studiile arată că nu există niciun beneficiu pentru sănătate în cazul mutilării genitale feminine. Prin eliminarea practicilor dăunătoare, femeile vor fi capabile să-și trăiască viața la potențialul deplin, fără afecțiuni.
Această țintă are doi indicatori:
- indicatorul 5.3.1: „Ponderea femeilor cu vârsta cuprinsă între 20 și 24 de ani care au fost căsătorite sau în concubinaj înainte de 15 ani și înainte de 18 ani”,
- indicatorul 5.3.2: „Ponderea fetelor și femeilor cu vârsta cuprinsă între 15 și 49 de ani care au suferit mutilări genitale, după vârstă”.

Potrivit unui raport de progres din 2020: „Cel puțin 200 de milioane de fete și femei au fost supuse mutilării genitale feminine, conform datelor recente din cele 31 de țări în care este concentrată această practică. Practica dăunătoare devine din ce în ce mai puțin frecventă, dar progresul nu este suficient de rapid pentru a atinge obiectivul global de eliminare până în 2030":8.

### Ținta 5.4: Valorificarea responsabilităților de îngrijire neremunerate și promovarea partajării responsabilităților casnice

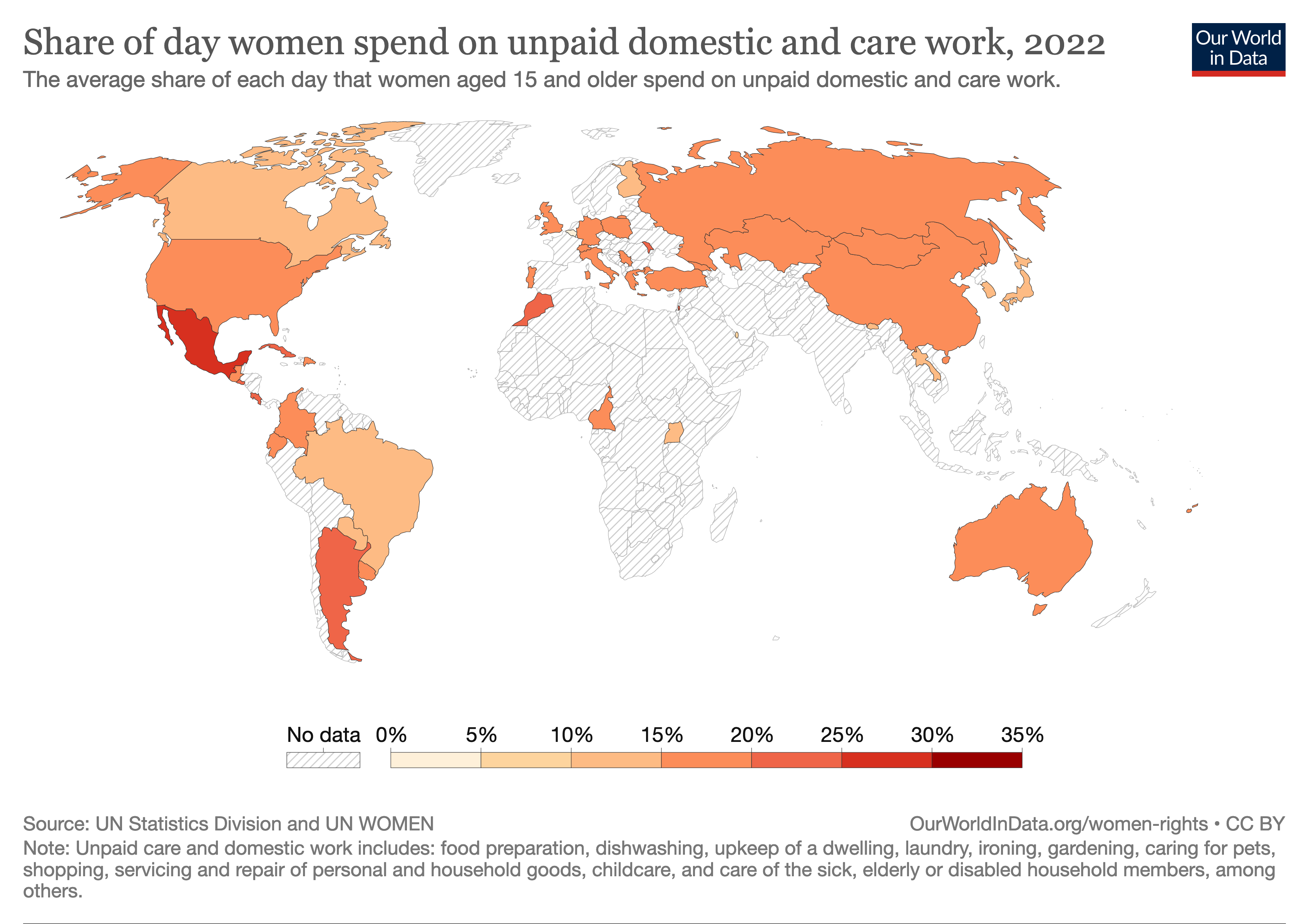
Harta lumii pentru indicatorul 5.4.1: Ponderea timpului mediu zilnic petrecut de femei în activități neremunerate casnice și de îngrijire

Textul integral al Țintei 5.4 este: „Recunoașterea și monetizarea sarcinilor de îngrijire neremunerate și activităților casnice prin furnizarea de servicii publice, infrastructură și politici de protecție socială și promovarea responsabilității partajate în cadrul gospodăriei și familiei, la nivel național”.
Această țintă are un singur indicator: Indicatorul 5.4.1 este „Ponderea de timp petrecut în activități casnice și de îngrijire neremunerate, după sex, vârstă și locație”. Îngrijirea neremunerată și activitățile casnice includ pregătitul mesei și curățenia, aprovizionarea cu apă și lemne de foc sau îngrijirea copiilor și a persoanelor în vârstă:6. Datele din 2020 au arătat că „femeile petrec de trei ori mai mult timp decât bărbații în activități casnice sau de îngrijire neremunerate”:8.

### Ținta 5.5: Asigurarea participării depline a femeilor la conducere și luarea deciziilor

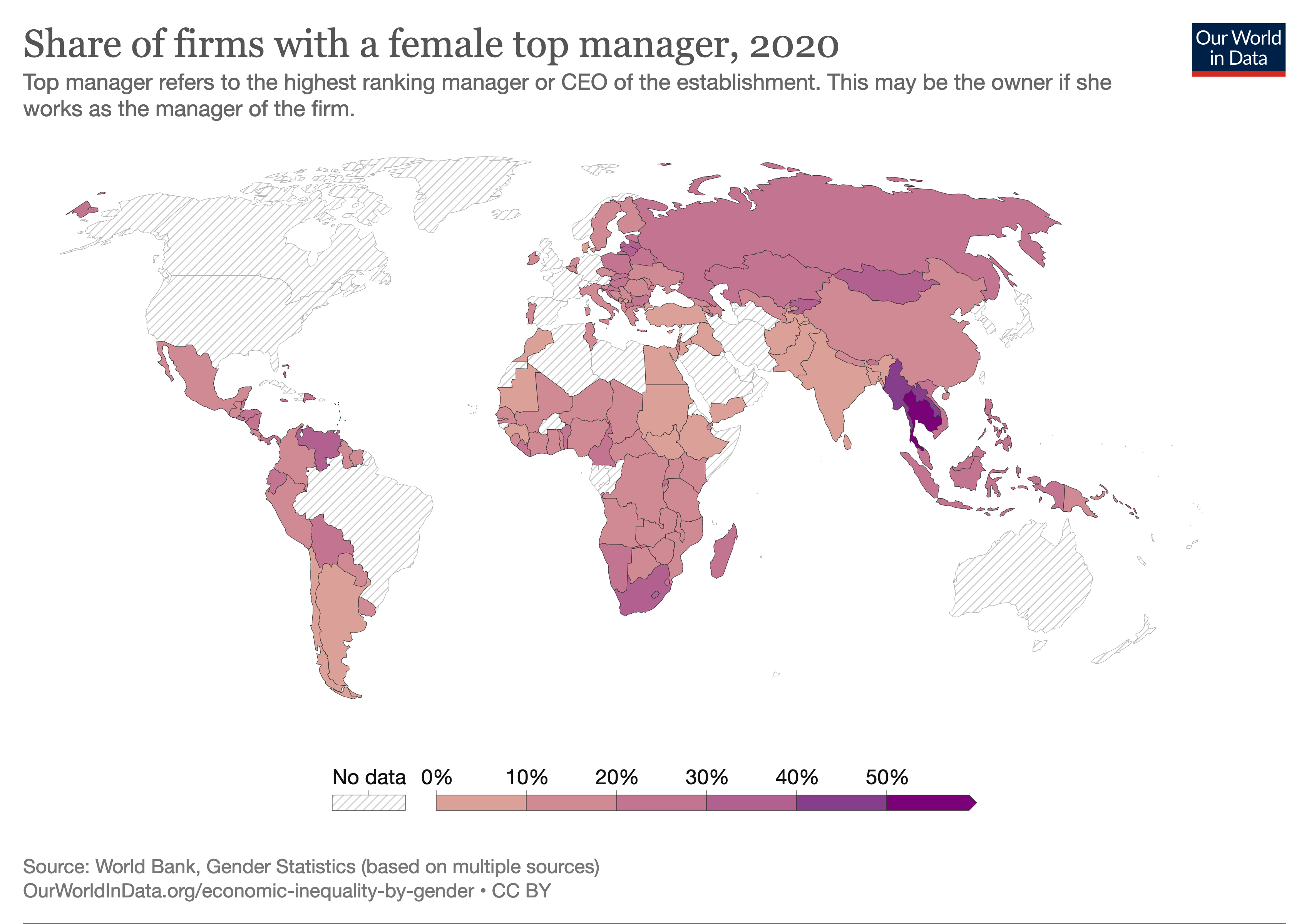
Harta lumii pentru indicatorul 5.5.2: Ponderea firmelor cu o femeie manager de top

Textul integral al Țintei 5.5 este: „Asigurarea participării depline și efective a femeilor și a șanselor egale de conducere la toate nivelurile de luare a deciziilor în viața politică, economică și publică".
Această țintă are doi indicatori:
- indicatorul 5.5.1: „Ponderea locurilor deținute de femei în (a) parlamentele naționale și (b) administrația publică locală”,
- indicatorul 5.5.2: „Ponderea femeilor în funcții de conducere”.

Începând cu 2020, „reprezentarea femeilor în camerele unice sau inferioare ale parlamentelor naționale a atins 25%, în ușoară creștere față de 22% în 2015”

### Ținta 5.6: Asigurarea drepturilor și accesului universal la sănătate reproductivă

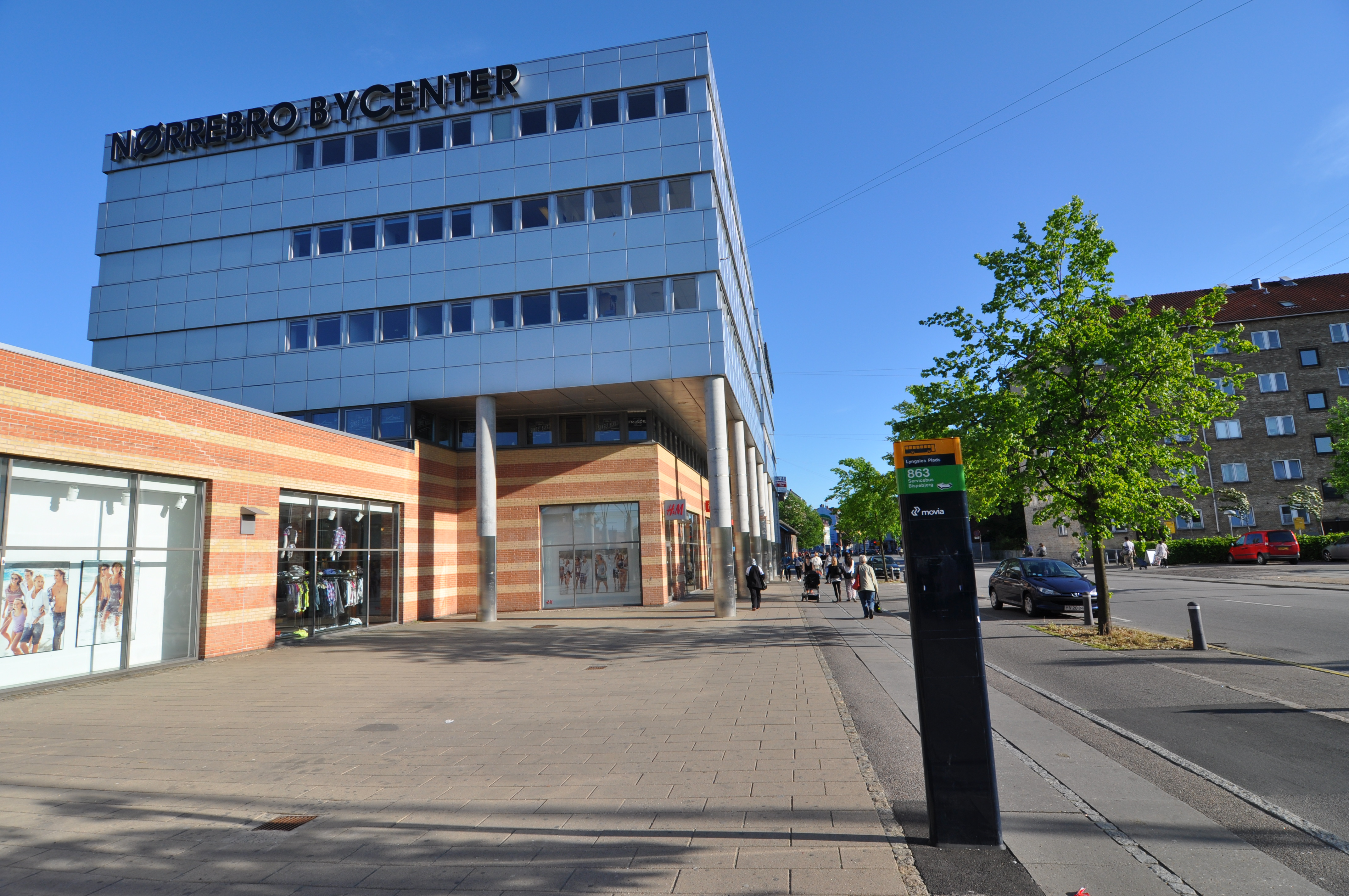
Centru de fertilitate din Copenhaga, Danemarca

Textul integral al Țintei 5.6 este: „Asigurarea accesului universal la sănătatea sexuală și reproductivă și a drepturilor de reproducere, în conformitate cu Programul de acțiune al Conferinței internaționale privind populația și dezvoltarea, Platforma de acțiune de la Beijing și documentele rezultate ale conferințelor de revizuire ulterioare”.
Această țintă are doi indicatori:
- indicatorul 5.6.1: „Ponderea femeilor cu vârsta cuprinsă între 15 și 49 de ani care iau propriile decizii informate în ceea ce privește relațiile sexuale, utilizarea contraceptivelor și îngrijirea sănătății reproductive”,
- indicatorul 5.6.2: „Numărul de țări cu legi și reglementări care garantează accesul deplin și egal al femeilor și bărbaților cu vârsta de peste 15 ani la îngrijire, informare și educație în privința sănătății sexuale și reproductive”.

Mai puține femei cu vârsta cuprinsă între 15 și 49 de ani au putut „să ia propriile decizii cu privire la propriile drepturi și la propria lor sănătate sexuală și reproductivă” în Africa Centrală și de Vest în comparație cu țările din Europa, Asia de Sud-Est și America Latină și Caraibe:8.

### Ținta 5.a: Drepturi egale la resurse economice, proprietate și servicii financiare

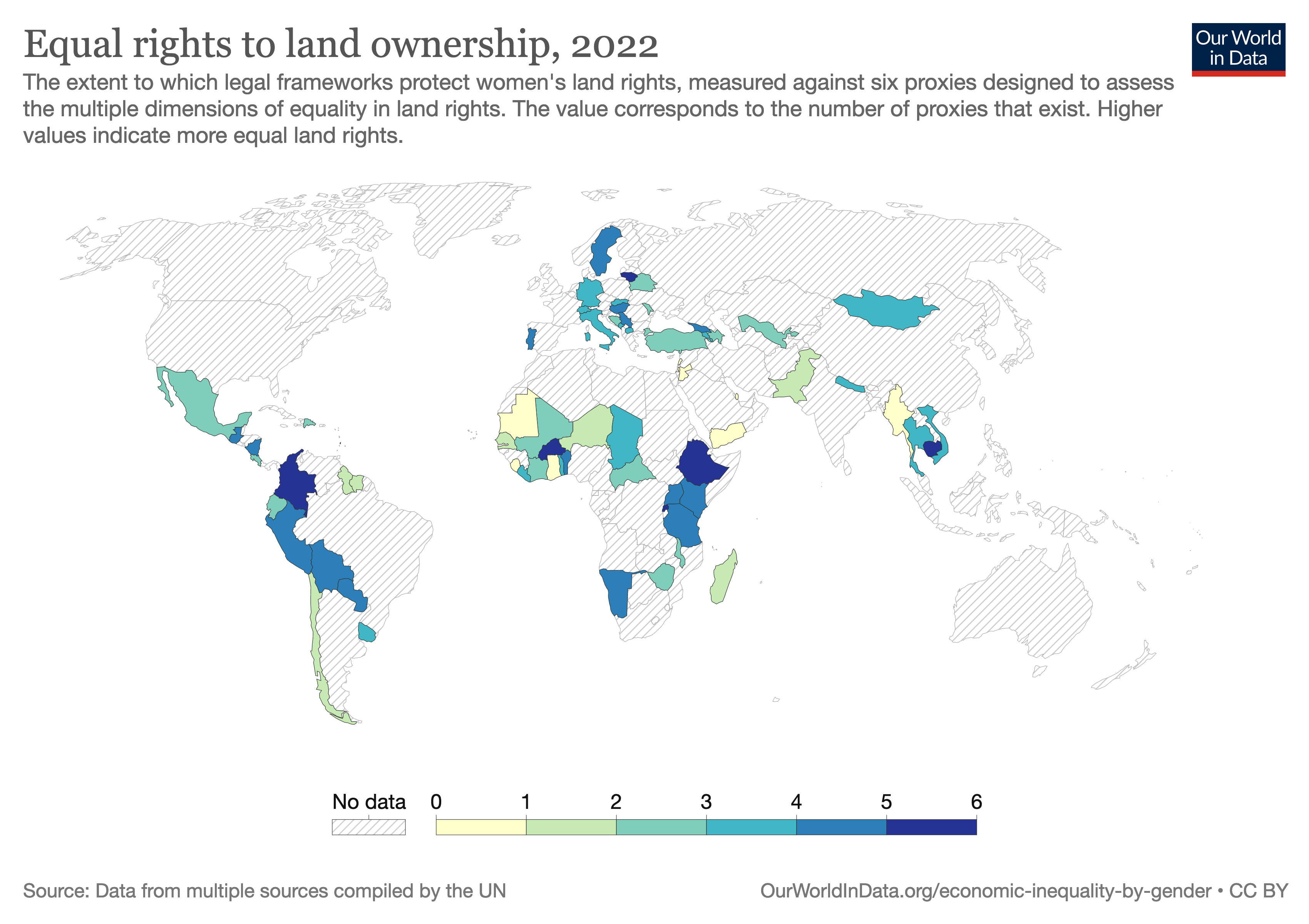
Harta lumii pentru indicatorul 5.a.2: Ponderea țărilor în care cadrul legal (inclusiv dreptul cutumiar) garantează femeilor drepturi egale de proprietate și/sau control asupra pământului

Textul integral al Țintei 5.a este: „Întreprinderea de reforme pentru a oferi femeilor drepturi egale la resursele economice, precum și accesul la proprietate și control asupra pământului și la alte forme de proprietate, servicii financiare, moștenire și resurse naturale, în conformitate cu legislația națională”.
Acest obiectiv are doi indicatori:
- indicatorul 5.a.1: „(a) Ponderea populației agricole[n 1] totale cu drepturi de proprietate sau garantate asupra terenurilor agricole, după sex și (b) ponderea femeilor în rândul proprietarilor sau deținătorilor de drepturi de terenuri agricole, după tipul de proprietate”,
- indicatorul 5.a.2: „Ponderea țărilor în care cadrul legal (inclusiv dreptul cutumiar) garantează femeilor drepturi egale de proprietate și/sau control asupra pământului”.

### Ținta 5.b: Promovarea emancipării femeilor prin tehnologie

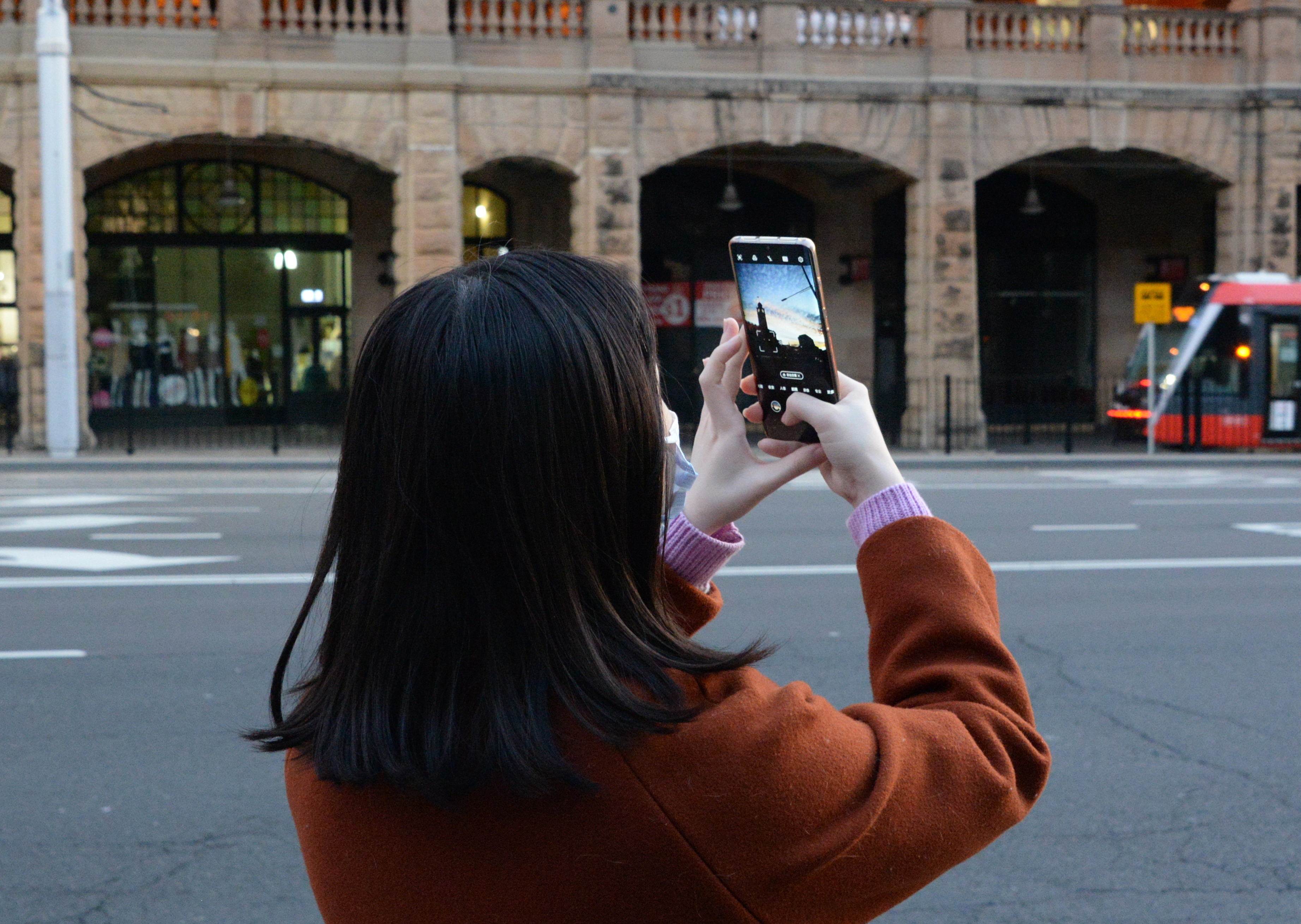
Tânără făcând o fotografie cu telefonul mobil în Sydney - în 66 de țări, a avea un telefon este încă un lux pentru femei

Titlul integral pentru Ținta 5.b este: „Îmbunătățirea utilizării tehnologiilor, în special tehnologia informației și comunicațiilor, care să permită promovarea emancipării femeilor”.
Această țintă are un singur indicator: indicatorul 5.b.1 reprezintă „Ponderea persoanelor care dețin un telefon mobil, după sex”.
Un raport de progres al ONU din 2020 afirmă: „S-a demonstrat că emanciparea femeilor cu telefoane mobile accelerează dezvoltarea socială și economică: 8.
Există decalaje mari de gen în ceea ce privește accesul și utilizarea internetului. Bărbații au cu 21% mai multe șanse de a avea acces la internet decât femeile, proporția crescând la 52% în țările cel mai puțin dezvoltate din lume. Majoritatea celor fără acces la internet sunt femei din țările în curs de dezvoltare, ceea ce consolidează inegalitățile de gen. Între 2013 și 2019, decalajul de gen în utilizarea online a crescut de la 11% la 17%. În țările cel mai puțin dezvoltate în aceeași perioadă, decalajul a crescut de la 30% la 43%.

### Ținta 5.c: Adoptarea și consolidarea politicilor și a legislației aplicabile pentru egalitatea de gen
Textul integral al Țintei 5.c este: „Adoptarea și consolidarea politicilor și a legislației aplicabile pentru promovarea egalității de gen și abilitarea tuturor femeilor și fetelor la toate nivelurile”:4.
Această țintă are un singur indicator: Indicatorul 5.c.1 este „Ponderea țărilor care au adoptat sisteme de monitorizare și de finanțare publică în privința egalității de gen și a emancipării femeilor”.

### Agenții custode
Agențiile custode au sarcina de a măsura progresul indicatorilor.
- pentru indicatorul 5.1.1: UN Women, Banca Mondială (BM), Organizația pentru Cooperare și Dezvoltare Economică (OCDE)
- pentru indicatorii 5.2.1 și 5.2.2: Fondul Națiunilor Unite pentru Urgență pentru Copii (UNICEF), UN Women, Fondul Națiunilor Unite pentru Populație (UNFPA), Organizația Mondială a Sănătății (OMS), Oficiul Națiunilor Unite împotriva Drogurilor și Crimei (UNODC)
- pentru indicatorul 5.3.1 și 5.3.1: Fondul Națiunilor Unite pentru Urgență pentru Copii (UNICEF)
- pentru indicatorul 5.4.2: UNSD, UN Women
- pentru indicatorul 5.5.1: UIP, UN Women
- pentru indicatorul 5.5.2: Organizația Internațională a Muncii (OIM)
- pentru indicatorii 5.6.1 și 5.6.2: Fondul Națiunilor Unite pentru Populație (UNFPA)
- pentru indicatorii 5.a.1 și 5.a.2: Organizația pentru Alimentație și Agricultură (FAO)
- pentru indicatorul 5.a.2: Organizația pentru Alimentație și Agricultură (FAO)
- pentru indicatorul 5.1: Uniunea Internațională pentru Telecomunicații (UIT)
- pentru indicatorul 5.c.2: UN Women, Organizația pentru Cooperare și Dezvoltare Economică (OCDE)

## Monitorizare și progres
Forumul Politic la Nivel Înalt pentru Dezvoltare Durabilă al ONU (High-level Political Forum on Sustainable Development - HLPF) se întrunește în fiecare an pentru monitorizarea globală a ODD, sub auspiciile Consiliului Economic și Social al Națiunilor Unite. Rapoartele de progres la nivel înalt pentru toate ODD-urile sunt publicate de Secretarul General al Națiunilor Unite.

## Provocări

### Impactul pandemiei de COVID-19

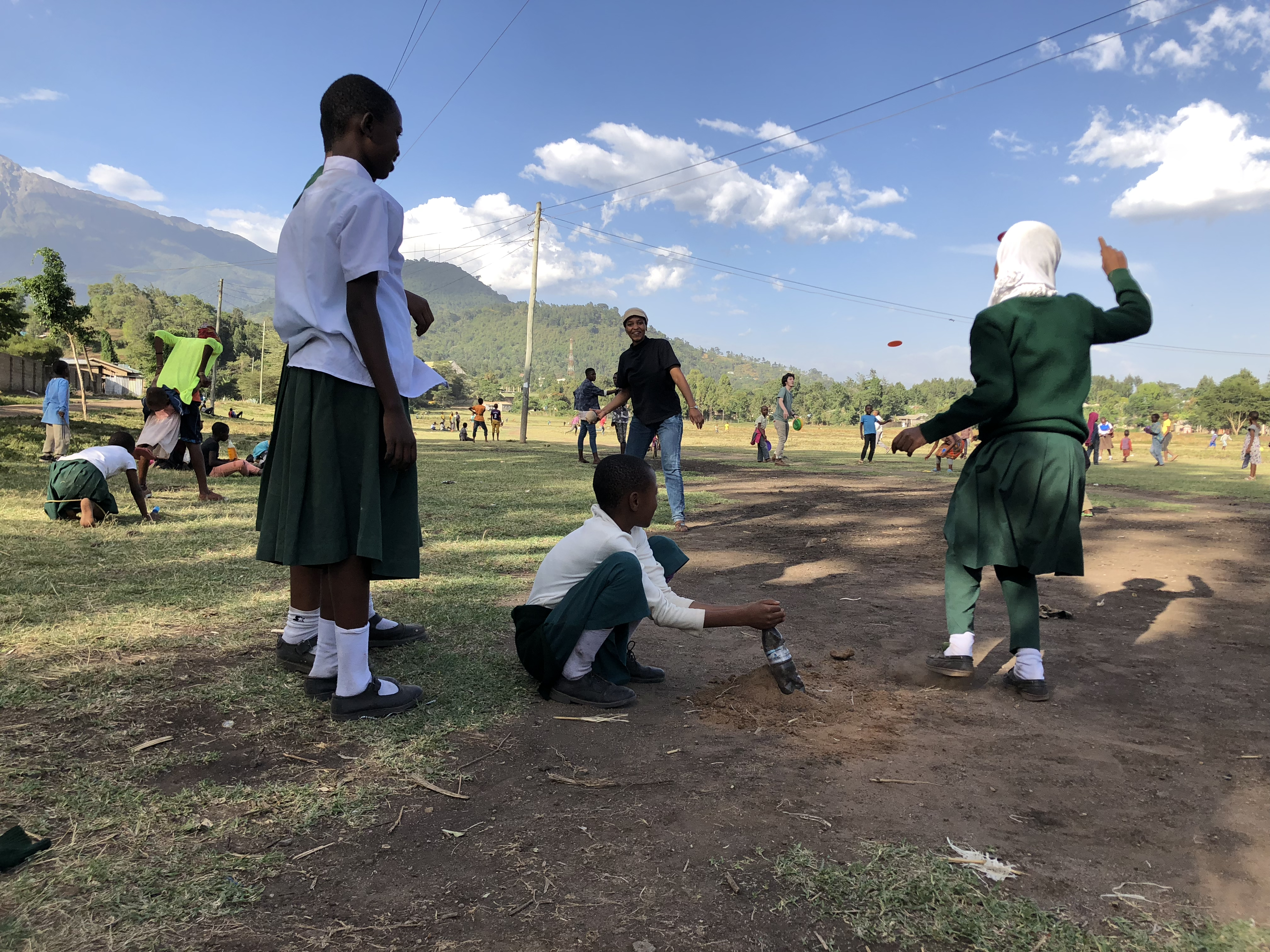
Fete jucându-se în curtea școlii - încă există inegalități în educație

Pandemia COVID-19 din 2020 reprezintă, de asemenea, o provocare în atingerea egalității de gen. Impactul COVID-19 asupra femeilor a fost semnificativ. Unele exemple includ efecte economice agravate, creșterea ponderii activităților de îngrijire neremunerate (cum ar fi în perioada închiderii școlilor), creșterea violenței domestice și alți factori.

## Legături cu alte ODD
Chiar dacă ODD 5 este un obiectiv de sine stătător, alte ODD-uri pot fi atinse numai dacă ODD 5 este atins:4, adică nevoile femeilor primesc aceeași atenție ca și nevoile bărbaților. Legătura dintre ODD 5 și celelalte ODD a fost analizată pe larg de Raportul UN Women privind egalitatea de gen în Agenda 2030 pentru dezvoltare durabilă.

## Organizații

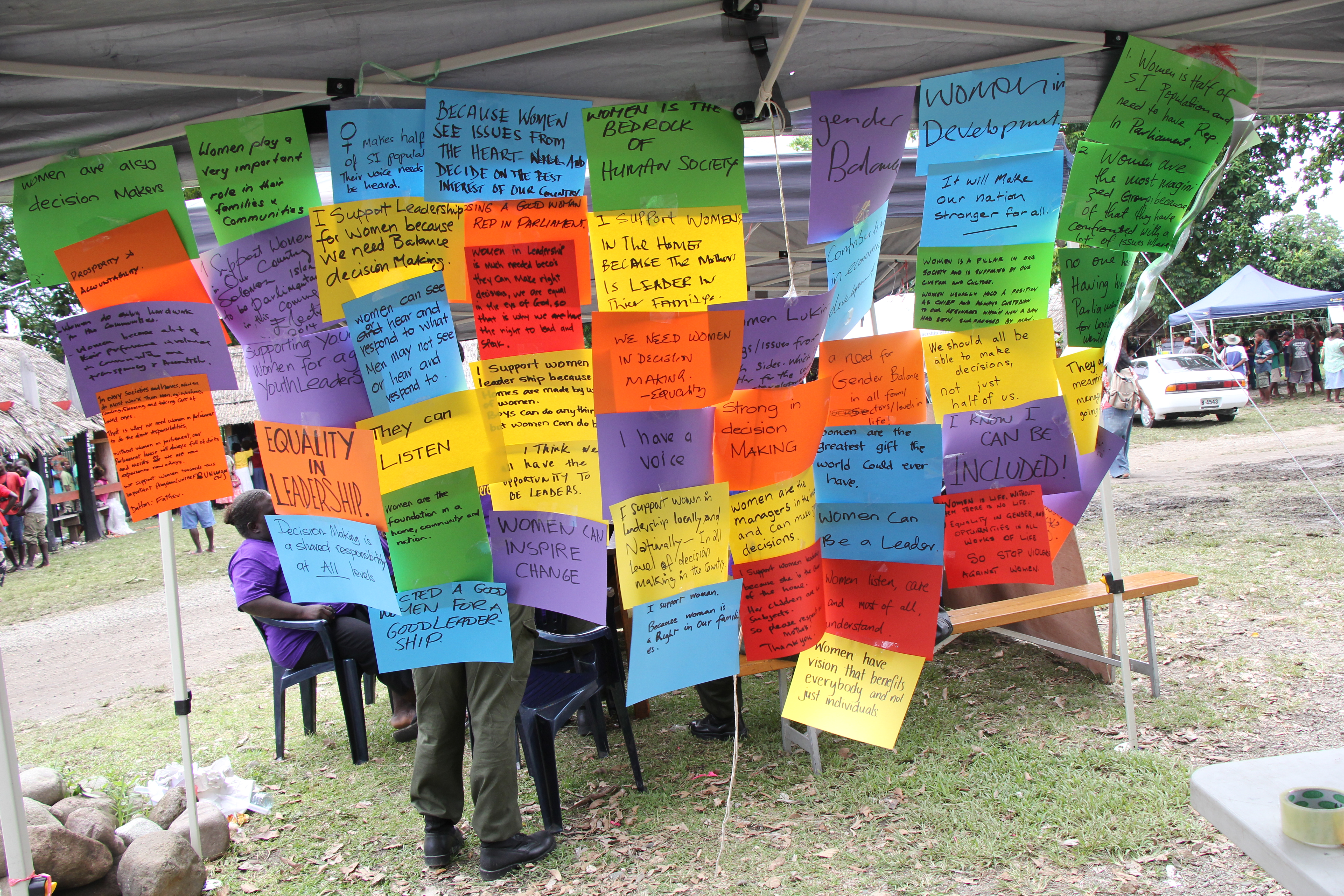
Vizitatorii standului termină propoziţia „Susțin femeile în conducere pentru că…"

Mai multe organizații globale au promis că se vor implica în progresul către ODD 5 în diferite moduri. De exemplu:
- UN Women lucrează pentru emanciparea femeilor,
- Equality Now pledează pentru protecția și promovarea drepturilor omului pentru femei și fete,
- Vital Voices lucrează cu femei lideri în domeniile emancipării economice, participării politice a femeilor și drepturilor omului,
- Programul Națiunilor Unite pentru Dezvoltare (PNUD) lucrează pentru a promova participarea și conducerea femeilor în toate formele de luare a deciziilor[24],
- Fondul Internațional pentru Urgențe ale Copiilor al Națiunilor Unite (UNICEF) dezvoltă parteneriate în întreaga comunitate globală pentru a accelera egalitatea de gen,
- Organizația Mondială a Sănătății (OMS) militează pentru o lume în care nimeni nu pierde accesul la serviciile de sănătate din cauza genului sau din orice alt motiv.